# Karin Bertling
Karin Boel Bertling, född 25 maj 1937 i Engelbrekts församling i Stockholm, är en svensk skådespelare.
Karin Bertling har verkat inom dansk teater i ett 30-tal år. Hon har också medverkat i ett hundratal filmer, många kortfilmer, men också TV-serier som Äkta människor och Bron (båda 2013). Vid nära 79 års ålder fick hon huvudrollen i den internationella brittiskproducerade filmen Let me go.
Bertling är dotter till försäljningschefen Algot Bertling (1893–1971) och Karin, ogift Lindahl (1902–1969). Åren 1956 till 1983 var hon gift med danske arkitekten och scenografen Poul Arnt Thomsen (1928–2008). Hon flyttade som tonåring till Danmark, men återkom på 1980-talet till Sverige och bosatte sig i Mellbystrand i Laholms kommun.

## Filmografi
- 2000 – Tyst som en fjäder (kortfilm)
- 2001 – Mannen utan ögon (kortfilm)
- 2001 – Kommissarie Winter (TV-serie)
- 2002 – Familjen (TV-serie)
- 2002 – Den 5:e kvinnan (TV-serie)
- 2003 – Hannah med H
- 2003 – En ö i havet (TV-serie)
- 2003 – Skeppsholmen (TV-serie)
- 2003 – Mannen som log
- 2004 – Camp Slaughter
- 2005 – Wallander – Innan frosten
- 2005 – Badvakten (kortfilm)
- 2005 – Aphelium
- 2005 – Doxa
- 2005 – Efter Jesper
- 2005 – Butal Incasso
- 2006 – Skjut mig (kortfilm)
- 2007 – Næste skridt
- 2007 – Noget for noget (kortfilm)
- 2007 – Var ska jag ligga sen? (kortfilm)
- 2007 – Isprinsessan
- 2008 – Craig
- 2008 – Död vid ankomst
- 2008 – Skägget i brevlådan (TV-serie)
- 2009 – Nasty Old People
- 2009 – Syner
- 2009 – Allt jag vill (kortfilm)
- 2010 – Bella Block (TV-serie)
- 2010 – Mystery! (TV-serie)
- 2010 – Svarttaxi (kortfilm)
- 2010 – Wallander – Faceless Killers
- 2010 – Pillow Talk (kortfilm)
- 2011 – Tantlängtan (kortfilm)
- 2011 – 21 (kortfilm)
- 2011 – Sølvtråd (kortfilm)
- 2011 – Sista dagen (kortfilm)
- 2011 – Sometimes Winter Comes at Night (kortfilm)
- 2012 – Little Big Boy
- 2012 – Johan Falk – De 107 patrioterna
- 2013 – Allt faller (TV-serie)
- 2013 – Äkta människor (TV-serie)
- 2013 – Bron (TV-serie)
- 2014 – Gretchen
- 2014 – Lokalvårdaren
- 2017 – Let me go
- 2020 – Kärlek och anarki (TV-serie)
- 2023 – TORE (TV-serie)
- 2024 – Så länge hjärtat slår

### Fotnoter
1. 1 2   Sveriges befolkning 1990. Ramsele: Svensk arkivinformation (SVAR), Riksarkivet. 2011. Libris 12076919. ISBN 9789188366917
2. ↑  ”Karin Bertling”. Svensk Filmdatabas. http://sfi.se/sv/svensk-filmdatabas/Item/?type=PERSON&itemid=273881&ref=%2ftemplates%2fSwedishFilmSearchResult.aspx%3fid%3d1225%26epslanguage%3dsv%26searchword%3dKarin+Bertling%26type%3dPerson%26match%3dBegin%26page%3d1%26prom%3dFalse. Läst 14 oktober 2012.
3. ↑  ”79 år gammal – fick huvudroll i internationell film”. Kulturmagasinet Sverige! SVT:s webbplats. 4 april 2016. Arkiverad från originalet den 4 april 2016. https://web.archive.org/web/20160404214024/http://www.svt.se/sverige/79-ar-gammal-fick-huvudroll-i-internationell-film/. Läst 4 april 2016.
4. 1 2  Lysning: Arkitekt Poul Arnt Thomsen, Köpenhamn, teaterstuderanden Karin Bertling, Stockholm, i Stockholm 13 maj 1956. Svenska Dagbladet 15 maj 1956.